# Tratado Monroe-Pinkney
O Tratado Monroe-Pinkney (em inglês: Monroe–Pinkney Treaty) foi um tratado elaborado em 1806 por diplomatas dos Estados Unidos e da Grã-Bretanha para renovar o Tratado Jay de 1795. Como foi rejeitado pelo presidente Thomas Jefferson, nunca entrou em vigor. O tratado foi negociado pelo ministro da Grã-Bretanha, James Monroe, e seu associado, William Pinkney, em nome da administração Jefferson e por Henry Richard Vassall-Fox e William Eden em nome do Ministério de Todos os Talentos, um governo liderado por William Wyndham Grenville.
Para os americanos, o tratado tinha como objetivo fazer com que os britânicos abandonassem a prática de impressionar os marinheiros dos navios americanos, abordando os direitos comerciais neutros dos navios americanos durante as guerras napoleônicas em andamento e outras preocupações comerciais.
No entanto, os britânicos estavam com falta de mão de obra para a Marinha Real e acreditavam que muitos desertores britânicos estavam servindo em navios americanos. Na guerra desesperada contra Napoleão, os britânicos acreditavam que não podiam abandonar o recrutamento e que ofender os americanos era visto como um mal muito menor do que perder para Napoleão. Portanto, nenhuma concessão sobre a questão do recrutamento foi feita.
As negociações foram iniciadas em 27 de agosto de 1806, e o tratado foi assinado em 31 de dezembro de 1806. Jefferson recebeu o tratado em março de 1807, mas ficou desapontado e se recusou a apresentá-lo ao Senado dos EUA para ratificação. Essa falha em resolver as diferenças sobre a questão do recrutamento e dos direitos comerciais neutros contribuiu para a chegada da Guerra de 1812.